# 레조아인
레조아인(베트남어: Lê Doanh / 黎濴 려영, 15세기 ~ 1509년)은 대월 후 레 왕조의 황족으로, 레 성종의 손자이자 건왕(建王) 레떤의 셋째 아들이며, 레꽝찌의 부친이다.

## 생애
정량공(靖亮公)에 봉해졌다.
1509년 11월, 레조아인의 둘째 형인 간수공(簡脩公) 레오아인이 레 위목제에 대항하여 병사를 일으켰다. 11월 23일, 레조아인과 큰형인 금강왕(錦江王) 레숭, 동생 레꾸옌(黎涓)과 수매위마(壽梅尉馬) 응우옌낀(阮敬)이 모두 위목제에게 살해당했다. 12월 초하루, 위목제는 패배하고 자살하였고, 초사일(初四日)에 레오아인이 즉위하니 이가 곧 양익제이다. 대사면령을 내리고 연호를 홍투언으로 바꾸었다. 동복형인 금강왕 레숭은 장정대왕(莊定大王)을, 레조아인은 목의왕(穆懿王)을, 레꾸옌은 익공왕(翼恭王)을 추증하였다.